# FKジェリェズニチャル・バニャ・ルカ
FKジェリェズニチャル・バニャ・ルカ（FK Željezničar Banja Luka）またはFKジェリェズニチャル・スポーツチーム・バニャ・ルカ（FK Željezničar Sport Team Banja Luka）は、ボスニア・ヘルツェゴビナのスルプスカ共和国バニャ・ルカをホームタウンとするサッカークラブである。

## 歴史
1924年にバニャ・ルカで創設された。クラブは長い期間をバニャ・ルカ地域の下位リーグで過ごした。
2014年にOFKスポーツチーム (OFK Sport Team) と協力関係を締結した。2014-15シーズンはスルプスカ共和国4部のポドルチュナ・リーガ・バニャ・ルカ（バニャ・ルカ地域リーグ）に所属していたが、2016-17シーズンにドルガ・リーガRS・西地域で優勝してスルプスカ共和国最上位リーグのプルヴァ・リーガRSに初昇格するまで3シーズン連続でタイトルを獲得した。バニャ・ルカのクラブがプルヴァ・リーガRSに所属するのはボラツ・バニャ・ルカ、FKクルパ、BSKバニャ・ルカ、オムラディナツ・バニャ・ルカ、クリラ・クライネ・バニャ・ルカに続いて6クラブ目となった。
2018-19シーズンにプルヴァ・リーガRSでボラツ・バニャ・ルカ、スロガ・ゴルニェ・ツルニェロヴォに次ぐ3位の成績を残した。

## 獲得タイトル
- ドルガ・リーガRS：1回
  - 2016-17

## 歴代所属選手
- アスミル・アヴドゥキッチ 2018-